# Marigutić
 Marigutić  falu Horvátországban Krapina-Zagorje megyében. Közigazgatásilag Budinščinához tartozik.

## Fekvése
Krapinától 24 km-re délkeletre, községközpontjától 4 km-re délnyugatra a Horvát Zagorje területén fekszik.

## Története
A településnek 1857-ben 42, 1910-ben 103 lakosa volt. Trianonig Varasd vármegye Zlatari járásához tartozott.
2001-ben 23 lakosa volt.